# Казе ди Тренто (Терамо)
Казе ди Тренто (итал. Case di Trento) је насеље у Италији у округу Терамо, региону Абруцо.
Према процени из 2011. у насељу је живело 118 становника. Насеље се налази на надморској висини од 86 м.